# Owilfordia olseni
Owilfordia olseni är en hakmaskart som beskrevs av Schmidt och Kuntz 1967. Owilfordia olseni ingår i släktet Owilfordia och familjen Plagiorhynchidae. Inga underarter finns listade i Catalogue of Life.